# Układy rymów
Układy rymów – sekwencje, w jakich pojawiają się rymy w utworach wierszowanych. Układ rymów stanowi podstawowy - po liczbie wersów - czynnik identyfikacji strofy, odróżniający formy o tej samej długości, ale różnym porządku współbrzmień.
Układ rymów zapisuje się kolejnymi literami alfabetu: aabb, abab, abba. 
W wersyfikacji polskiej uwzględnia się dodatkowo rodzaj rymu męski lub żeński, chyba że wszystkie rymy są żeńskie.
- aa - dystych (z natury monorymowy)

- aaa - tercet monorymowy (strofa hejnałowa)

- aaaa - kwartyna monorymowa

- aaba - rubajat

- aabb - kwartyna z rymem stycznym

- abab - kwartyna z rymem krzyżowym

- abba - kwartyna z rymem obejmującym

- aabba - limeryk (jako osobny utwór)

- aaabab - strofa Burnsa

- ababcc - sekstyna

- ababbcc - strofa królewska (strofa Chaucera)[a]

- aabbccdd - oktostych

- abababab - sycyliana

- abababcc - oktawa[b]

- ababbcbcc - strofa spenserowska[c]

- ababccdeed - decyma (jeden z możliwych wariantów)

- ababccddeffegg - strofa onieginowska